# Christian Friedrich Göttisheim

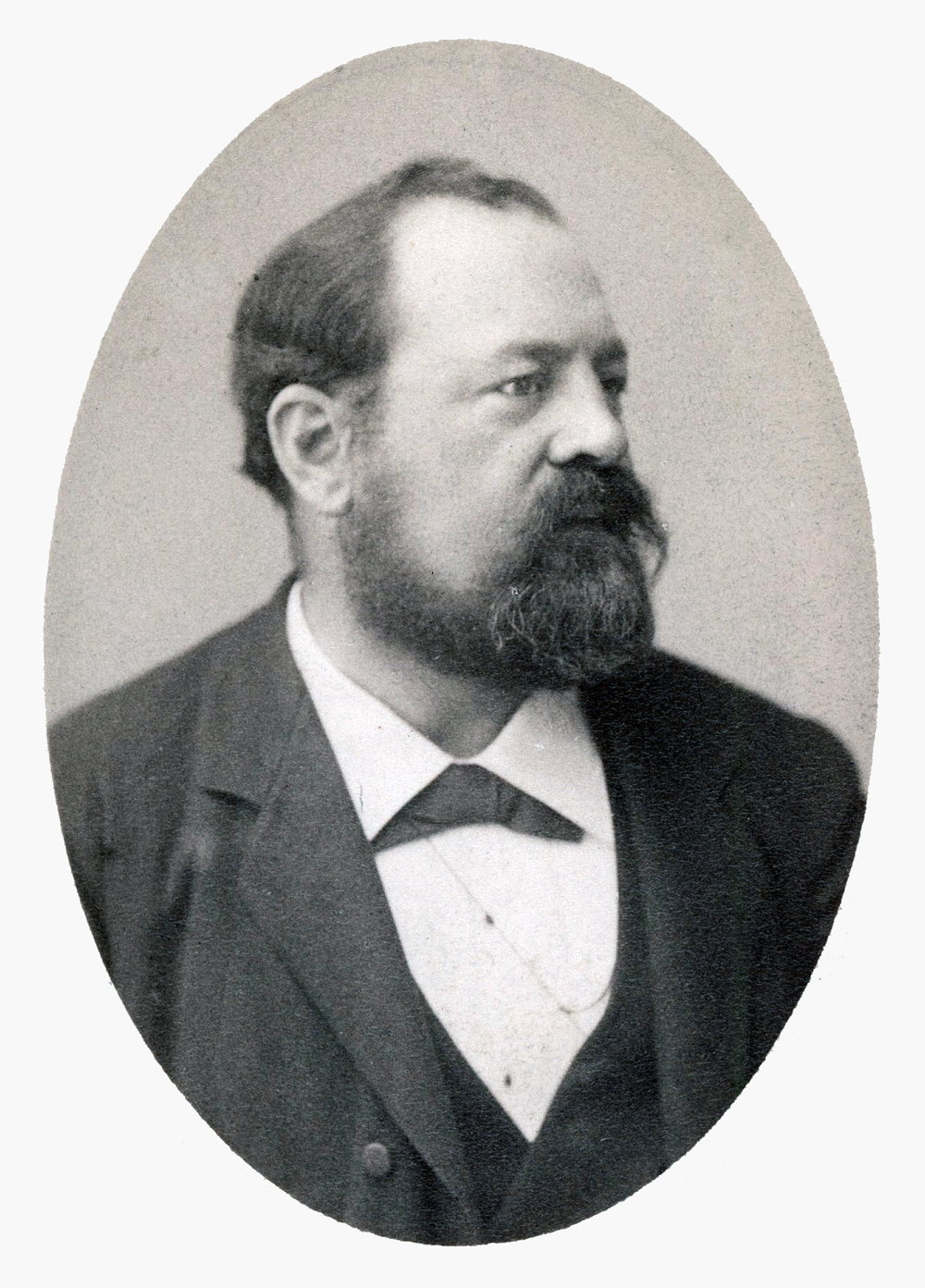
Christian Friedrich Göttisheim

Christian Friedrich «Fritz» Göttisheim (* 28. März 1837 in Wildberg, Württemberg; † 12. Juli 1896 in Basel) war ein Schweizer Politiker. Er war der erste Präsident der Freisinnig-Demokratischen Partei.

## Biografie
Göttisheim lebte seit seinem sechsten Lebensjahr in Basel, 1856 wurde er in Basel eingebürgert. Er studierte in Tübingen und Basel Naturwissenschaften und wurde nach der Promotion Lehrer, später Privatdozent für Gesundheitspflege. Er war auch Redaktor an verschiedenen freisinnigen Zeitungen, u. a. 1882–1896 bei den Basler Nachrichten, als Nachfolger von Emil Frey.
Als führender Vertreter der Basler Freisinnigen wurde er 1864 in den Grossen Rat des Kantons Basel-Stadt und 1881 in den Ständerat gewählt; beiden Parlamenten gehörte er bis zu seinem Tod an. Er beschäftigte sich vor allem mit Sozialpolitik, so trat er für eine obligatorische Kranken- und Unfallversicherung ein.
1883–1886 war er Präsident des «Demokratischen Vereins», der 1878 zur Bündelung der liberalen Kräfte des Kantons gegründet wurde. 1883 war er mitbeteiligt an der Gründung des «Vereins Freisinniger Kleinbasler», eines Basler Quartiervereins, den er bis 1888 ebenso präsidierte.
Göttisheim war 1891/92 Ständeratspräsident und 1894–1896 erster Präsident der Freisinnig-Demokratischen Partei der Schweiz. Er trug bedeutend zur Ausarbeitung und Durchsetzung der Statuten der in Olten ins Leben gerufenen gesamtschweizerischen Partei bei.
Er war Mitglied des evangelisch-reformierten Kirchenrates und 1874–1889 der Synode des Kantons. Mit Theodor Hoffmann-Merian (1819–1888) gründete Göttisheim den religiös-freisinnigen Gemeindeverein «Z + S» in Kleinbasel, den er auch präsidierte.
Sein Sohn Emil Göttisheim war Basler Grossrat und Nationalrat. Er forderte als einer der ersten das Frauenstimmrecht in der Schweiz. Seine Tochter Rosa Göttisheim war Lehrerin und Frauenrechtlerin sowie von 1924 bis 1935 Zentralpräsidentin des Schweizerischen Lehrerinnenvereins.